# UGC 70
UGC 70 es una galaxia irregular localizada en la constelación de Casiopea.